# Neolitsea brevipes
Neolitsea brevipes är en lagerväxtart som beskrevs av Hsi Wen Li. Neolitsea brevipes ingår i släktet Neolitsea och familjen lagerväxter. Inga underarter finns listade i Catalogue of Life.